# Nightcall
"Nightcall" é uma música do artista francês electro house Kavinsky, lançada como single em 2010. Foi produzida com Guy-Manuel de Homem-Christo, do Daft Punk, e mixada pelo artista eletrônico Sebastian. Apresenta Lovefoxxx, vocalista da banda brasileira Cansei de Ser Sexy, nos vocais e inclui remixes de Xavier de Rosnay, Jackson e sua Computer Band e Breakbot. A faixa foi usada na sequência do título do filme Drive, dirigido por Nicolas Winding Refn e estrelado por Ryan Gosling e Carey Mulligan. "Nightcall" foi incluída no álbum de estreia de Kavinsky, OutRun (2013).
A música também foi usada na trilha sonora do filme The Lincoln Lawyer, dirigido por Brad Furman e estrelado por Matthew McConaughey. Foi gravado por Lupe Fiasco em seu single "American Terrorist III", bem como por Vinny Cha $ e & Kid Art em sua música de 2012 "Drive" como uma faixa bônus no Golden Army. Também foi tocada por Childish Gambino por sua música "R.I.P" em sua mixtape Royalty e por Will Young por sua música de 2012 chamada "Losing Myself".
"Nightcall" foi regravada pela banda inglesa London Grammar para o seu álbum de estreia, If You Wait (2013). Também foi gravada pelo ex-vocalista do Bluetones, Mark Morriss, em seu segundo álbum solo, A Flash of Darkness, e pela banda inglesa de shoegaze My Vitriol.

## Posição nas paradas musicais
| Parada (2012–13)                  | Melhor posição |
| --------------------------------- | -------------- |
| Bélgica (Ultratop 50 de Flandres) | 28             |
| Bélgica (Ultratop 50 da Valônia)  | 16             |
| França (SNEP)                     | 10             |

## Certificações
| Região                                                                                                  | Certificação | Vendas   |
| --- | ------------ | -------- |
| Dinamarca (IFPI Dinamarca)                                                                              | Ouro         | 45,000^  |
| Alemanha (BVMI)                                                                                         | Ouro         | 150,000^ |
| Reino Unido (BPI)                                                                                       | Prata        | 200,000^ |
| *números de vendas baseados somente na certificação ^números de vendas baseados somente na certificação |              |          |